# Oppervlaktegolf
Een oppervlaktegolf is een golf die langs het oppervlak van een materiaal reist. Voorbeelden zijn zeegolven of sommige seismische golven die bij aardbevingen voorkomen. Oppervlaktegolven hebben grotere amplitudes dan ruimtegolven en veroorzaken bij aardbevingen de meeste schade.
Omdat oppervlaktegolven zich maar in twee dimensies (bij benadering) voortplanten (langs het oppervlak), neemt de amplitude met de afstand van de bron (r) met {\displaystyle {\frac {1}{\sqrt {r}}}} af. Oppervlaktegolven nemen daarom minder snel af in amplitude dan ruimtegolven, die zich in 3 dimensies voortplanten. Ze kunnen daarom bij sterke aardbevingen een paar keer rond de Aarde reizen voordat ze uitgedoofd zijn.
De twee typen oppervlaktegolven die zich langs het aardoppervlak verspreiden onderscheiden zich door hun polarisatierichting. Is de beweging horizontaal gepolariseerd dan wordt deze de Lovegolf genoemd; is de beweging verticaal gepolariseerd dan wordt de golf een Rayleighgolf genoemd.
Laag frequente oppervlaktegolven worden ook wel mantelgolven genoemd omdat de beweging van deze golven tot diep in de Aarde doordringt (de aardmantel) waarbij de amplitude met de diepte afneemt.
Een voorbeeld van Rayleighgolven zijn de ringvormige golven die ontstaan wanneer er bijvoorbeeld een steentje in het water wordt gegooid. In tegenstelling tot een glad wateroppervlak kunnen deze golven bij ondiepe zware aardbevingen een aantal malen over het aardoppervlak reizen voordat ze zijn uitgedempt.